# کلاوس هولم

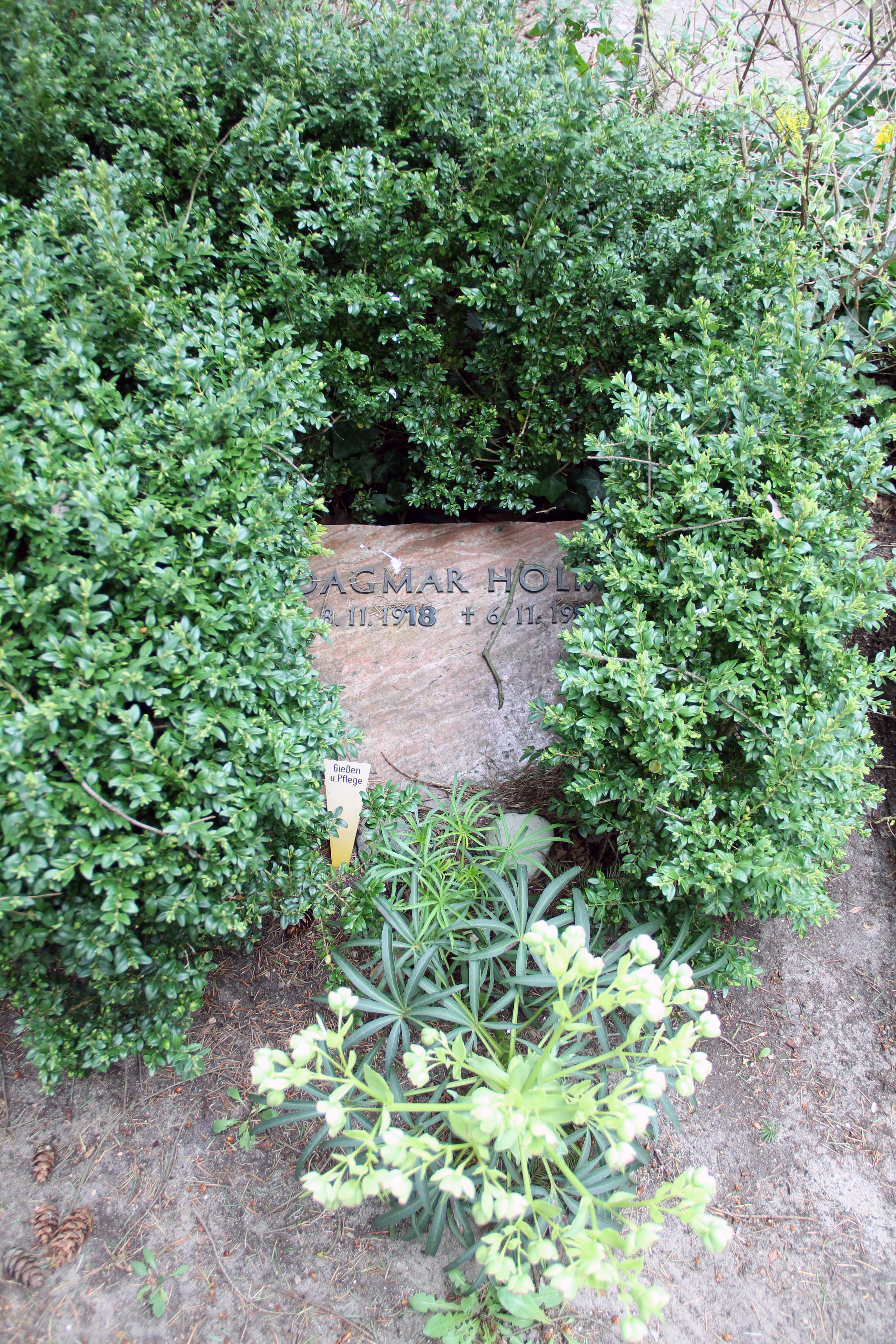
سنگ قبر کلاوس هولم

کلاوس هولم (انگلیسی: Claus Holm؛ ۴ اوت ۱۹۱۸ – ۲۱ سپتامبر ۱۹۹۶) یک هنرپیشه و صداپیشه اهل آلمان بود. وی بین سال‌های ۱۹۴۳ تا ۱۹۷۹ میلادی فعالیت می‌کرد.
از فیلم‌ها یا برنامه‌های تلویزیونی که وی در آن نقش داشته است می‌توان به شیطان در شب آمد، نسل سوم، ازدواج ماریا بران، همسران خوش ویندزور اشاره کرد.